# Volkstagswahl in Danzig 1935
- KPD: 2
- SPD: 12
- Polen: 2
- Z: 10
- DNVP: 3
- NSDAP: 43

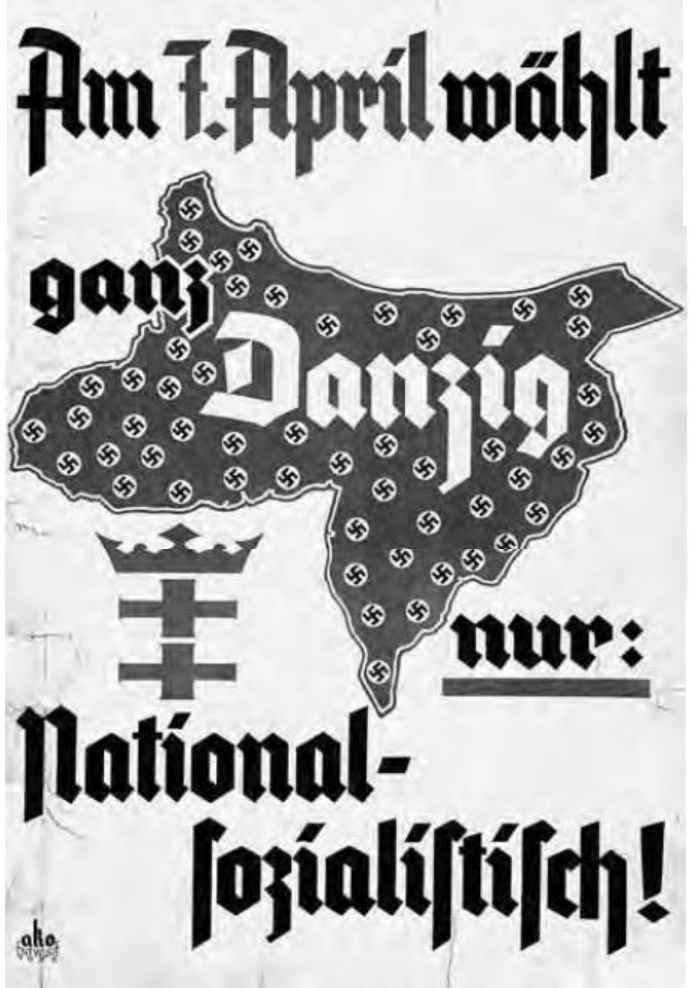
Wahlplakat der NSDAP

Die Wahl zum 6. Volkstag in Danzig am 7. April 1935 war geprägt durch eine Vielzahl von Unregelmäßigkeiten und Wahlfälschungen. Dass die NSDAP dennoch keine Zweidrittelmehrheit erhielt, wurde allgemein als Niederlage der Nationalsozialisten empfunden und verzögerte die Gleichschaltung der demokratischen Organisationen. In der Wahlprüfung wurden massive Verstöße festgestellt, jedoch keine Wahlwiederholung angeordnet. Da die für das Jahr 1939 verfassungsmäßig anstehenden Wahlen nicht durchgeführt wurden, war es die letzte Wahl in der Freien Stadt Danzig.

## Ausgangssituation
In der Wahl zum 5. Volkstag am 28. Mai 1933 hatte die NSDAP eine absolute Mehrheit der Stimmen und 38 von 72 Mandaten im Volkstag erhalten. Hermann Rauschning (NSDAP) wurde neuer Senatspräsident. Nach einem Konflikt zwischen NSDAP-Gauleiter Albert Forster und Rauschning endete der Senat Rauschning aber bereits am 23. November 1934 und Arthur Greiser (NSDAP) rückte an die Spitze des Senats. Rauschning, der früher der Danziger Deutschnationalen Volkspartei angehört hatte, hatte die Umsetzung der NS-Politik nicht in der Intensität betrieben, die seine Partei von ihm erwartet hatte und hatte das Vertrauen seiner Fraktion verloren.
Die Wahl 1933 stand unter dem Einfluss der Weltwirtschaftskrise. Wie im Reich oder in den USA (New Deal) griff auch in Danzig der Senat zu dem Instrument des Arbeitsbeschaffungsprogramms. Die Möglichkeiten, dieses durch deficit spending zu finanzieren, waren jedoch in Danzig eingeschränkt, da die Bank von Danzig teilweise im Eigentum ausländischer Notenbanken stand und dem Völkerbund die vorgeschriebene Währungsdeckung regelmäßig an Stichtagen nachweisen musste. Übergangsweise stellte die Reichsbank der Danziger Staatsbank an den Stichtagen Devisen zur Verfügung. Dieses Instrument war 1935 jedoch weitgehend ausgereizt.
Eine Reihe von Gesetzen und Verordnungen, die die Nationalsozialisten zur Gleichschaltung erlassen hatten, standen im Widerspruch zur Danziger Verfassung. Die Oppositionsfraktionen hatten sich mit diesbezüglichen Beschwerden an den Völkerbund (dieser war die Garantiemacht für die Freie Stadt Danzig) gewandt. Zwar hatte der Völkerbund keine Maßnahmen ergriffen, es bestand jedoch die Möglichkeit eines Eingreifens.

## Die Auflösung des Landtags
Der Senat stand vor unpopulären wirtschaftspolitischen Maßnahmen und der Gefahr, dass die Verfassungsverstöße ein Eingreifen des Völkerbundes bewirken könnte. Die Nationalsozialisten strebten daher eine Zweidrittelmehrheit im Landtag an, um die Verfassung ändern zu können. Hierbei erhoffte sich die NSDAP zum einen Rückenwind aus der wirtschaftlichen Erholung im Reich und vor allem aus der Saarabstimmung, die eine überwältigende Zustimmung zu der Saar-Politik der NSDAP gezeigt hatte.
Am 21. Februar 1935 wurde der Danziger Volkstag mit den Stimmen der NSDAP-Abgeordneten aufgelöst. Die Neuwahlen wurden für den 7. April 1935 festgelegt.

## Der Wahlkampf
Der Wahlkampf der NSDAP wurde durch den Senat nach Kräften unterstützt, der der demokratischen Parteien (die Kommunistische Partei war bereits am 28. Mai 1934 verboten worden) nach Kräften behindert.
Die Stadt und das Landgebiet wurden massiv mit NSDAP-Fahnen und Plakaten geschmückt, eine öffentliche Präsentation den demokratischen Parteien weitgehend unterbunden. Die NSDAP führte über 1300 Wahlkampfveranstaltungen durch. SPD und Zentrum gelang es jeweils gerade einmal 7 Veranstaltungen genehmigt zu bekommen, die anderen Parteien erhielten keine Genehmigungen. Der Rundfunk stand fünf Wochen hindurch ausschließlich der NSDAP zur Verfügung.
Der Wahlkampf der NSDAP wurde finanziell massiv durch das Reich gefördert, die demokratischen Parteien waren dort je bereits verboten worden. Dies erlaubte der NSDAP, ihre Zeitung Der Danziger Vorposten in hohen Sonderauflagen unter das Volk zu bringen. Im Gegenzug hierzu wurden die Oppositionszeitungen wie die „Danziger Volksstimme“ (SPD) und „Danziger Volks-Zeitung“ (Zentrum) im Wahlkampf mehrfach verboten und beschlagnahmt.
Der NSDAP-Wahlkampf stand unter dem Motto: „Kampf den Separatisten! — Danzig bleibt nationalsozialistisch!“. Die Bezeichnung „Separatisten“ stammte aus dem Wahlkampf im Saargebiet. Dass es in Danzig keine Separatisten gab, spielte dabei keine Rolle.
Daneben gab es eine Welle von Bedrohung und körperlicher Gewalt gegen Kandidaten und Unterstützer der demokratischen Parteien.

## Die Wahl
Auch bei der Wahldurchführung kam es an vielen Stellen zu Wahlfälschungen und Manipulationen. Dies begann mit der Zulassung der Wahllisten. So durften die deutschnationalen nicht unter dem gewünschten Namen „Nationale Front“ antreten, sondern wurden als „Liste Weise“ zugelassen. Mit der Zulassung von „Auslandsdanzigern“ zur Wahl erhielten eine Vielzahl von Personen Wahlrecht, die nicht in Danzig gemeldet waren.
| 7. April 1935, Wahl zum 6. Volkstag                              | Stimmen   | Stimmen  | Sitze  | Sitze |
| 7. April 1935, Wahl zum 6. Volkstag                              | überhaupt | v.H.     | überh. | v.H.  |
| Wahlberechtigte                                                  | 237.165   | 61,76    |        |       |
| Wähler                                                           |           |          |        |       |
| Wahlbeteiligung                                                  |           | ca. 99,5 |        |       |
| ungültige Stimmen                                                |           |          |        |       |
| gültige Stimmen                                                  | 235.062   |          | 72     |       |
| davon:                                                           |           |          |        |       |
| Nationalsozialistische Deutsche Arbeiter-Partei (Hitlerbewegung) | 139.423   | 59,31    | 43     | 59,72 |
| Sozialdemokratische Partei                                       | 37.729    | 16,05    | 12     | 16,67 |
| Zentrumspartei                                                   | 31.522    | 13,41    | 10     | 13,89 |
| Liste Weise                                                      | 9.805     | 4,17     | 3      | 4,17  |
| Polen                                                            | 8.294     | 3,53     | 2      | 2,78  |
| Kommunistische Partei Deutschlands                               | 7.916     | 3,37     | 2      | 2,78  |
| Sonstige                                                         | 373       | 0,16     | -      | -     |

Für die gewählten Abgeordneten siehe die Liste der Mitglieder des 6. Danziger Volkstages.

## Nachwahlentwicklung
Kurz nach der Wahl kam es am 2. Mai 1935 zur „Neubewertung“ des Danziger Guldens. Der Goldgehalt des Danziger Guldens wurde auf 57,73 % seines früheren Wertes gemindert. Durch eine weitere Verordnung wurde die Deckungsgrenze des Guldens von 40 % auf 30 % vermindert. Am 4. Mai 1935 wurde der Brotpreis um 10 %, der Preis für Butter um 30 bis 40 % und der für Getreide und Hülsenfrüchte um 70 % heraufgesetzt. In der Folge stiegen auch alle anderen Preise. Dies, gemeinsam mit anderen Kürzungen des Senats führte zu einer erheblichen Unzufriedenheit mit dem Senat. Inoffiziell schätzte der Senat, dass der Stimmenanteil der bei einer Wiederholungswahl erreichen würde, zwischen 18 und 35 % liegen würde.

## Die Wahlprüfung
Auf der konstituierenden Sitzung des Volkstages am 30. April 1935 erklärten die Vertreter der demokratischen Parteien, dass die Zusammensetzung des Landtags nicht den Willen des Volkes widerspiegele und dass deswegen eine Wahlprüfung erfolgen werde. Der schnellste Weg zu Neuwahlen wäre eine Selbstauflösung des Landtags gewesen. Der Antrag der Opposition zur Selbstauflösung wurde jedoch erst am 26. August 1935 im Volkstag behandelt und mit den 42 Stimmen der NSDAP gegen die 28 Stimmen der Opposition abgelehnt. Direkt nach der Wahl hatten die demokratischen Parteien eine Reihe von Wahlanfechtungsklage vor dem Danziger Obergericht eingereicht.
Am 30. Oktober 1935 fand der Termin zur mündlichen öffentlichen Verhandlung
vor dem Ersten Zivilsenat des Danziger Obergerichts unter Vorsitz des Präsidenten des Obergerichts Dr. Walter von Hagens statt. Das Gericht ging allen vorgetragenen Fällen von und befragte 988 Zeugen. Am 14. November 1935 wurde das Urteil verkündet. Das Obergericht bestätigte sehr viele Fälle von Wahlfälschung und bestätigte die Darstellung der Oppositionsparteien über die Beteiligung von Staatsorganen zugunsten
der NSDAP.
Allerdings wurde nicht das gesamte Wahlergebnis für ungültig erklärt. Stattdessen wurde entschieden, den Nationalsozialisten sei in den Städten 3 % und in den Landgemeinden 10 % der Stimmen abzuziehen. In achtzehn Orten der Landbezirke waren die Manipulationen so bedeutend, dass dort die Wahl für ungültig erklärt wurde. Die Nationalsozialisten verloren so 10 804 Wählerstimmen und einen Sitz im Volkstag (dieser ging an die SPD).

## Die Petition an den Völkerbund
Vertreter der Sozialdemokratischen Partei, der Zentrumspartei und der Deutschnationalen Volkspartei richteten nach dem Urteil eine Petition an den Völkerbund. In der Völkerbundsratssitzung in Genf vom 22. – 24. Januar 1936 wurde dieser Wunsch nach Wahlwiederholung beraten. Zu Maßnahmen konnte sich der Völkerbund auch diesmal nicht durchringen.